# Tábor J. A. Komenského

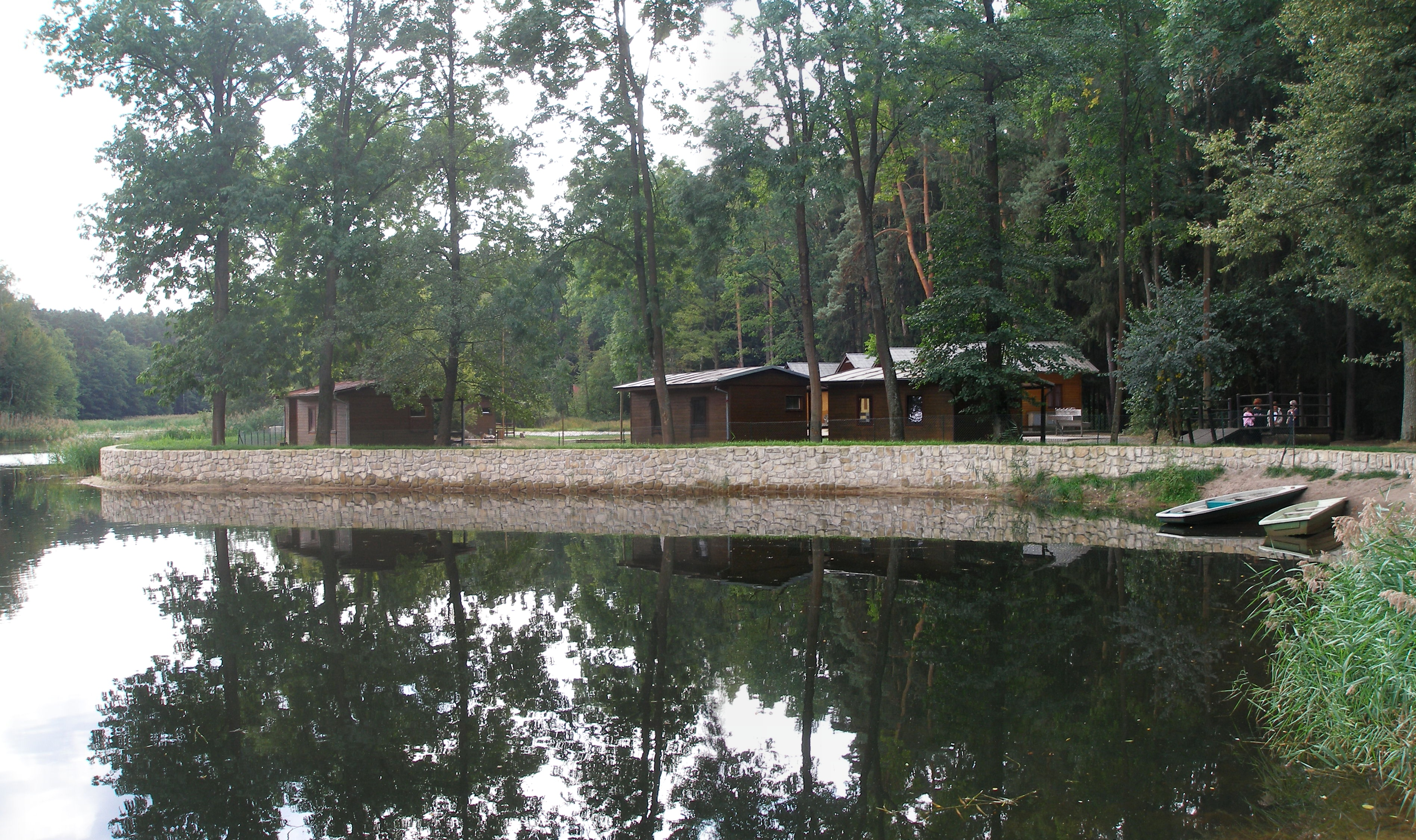
Táborové chaty na břehu Mlýnského rybníka

Tábor J. A. Komenského (dříve Letní tábor Komenského a odtud zkratka LTK) je ubytovací zařízení situované jihovýchodně od obce Běleč nad Orlicí u hráze Mlýnského rybníka. Jeho činnost byla zahájena v roce 1929 vlivem aktivity skupiny nadšenců z Českobratrské církve evangelické (především z blízkého královéhradeckého sboru). Pozemek, na němž tábor stojí, získala církev od Josefa Pokorného, jenž byl jeho majitelem. Předsedou tábora byl Jiří Sedmík.
Během komunistického režimu v Československu byl sice tábor církvi odebrán, ale v roce 1993 se do jejího vlastnictví opět navrátil. Objekty v táboře byly rekonstruovány a mohou v něm tak během celého roku probíhat rodinné rekreace i pobyty rodin s postiženými dětmi. Pořádají se zde také letní tábory, rekreace seniorů či víkendové pobyty sborů církve. Kapacita tábora činí asi 190 lůžek v letních měsících a asi 90 lůžek po zbytek roku.
Dne 19. prosince 1994 vzniklo v Praze uskupení „Spolek tradic Letního tábora Komenského v Bělči nad Orlicí“ sdružující dřívější návštěvníky tábora.

## Galerie táborových objektů

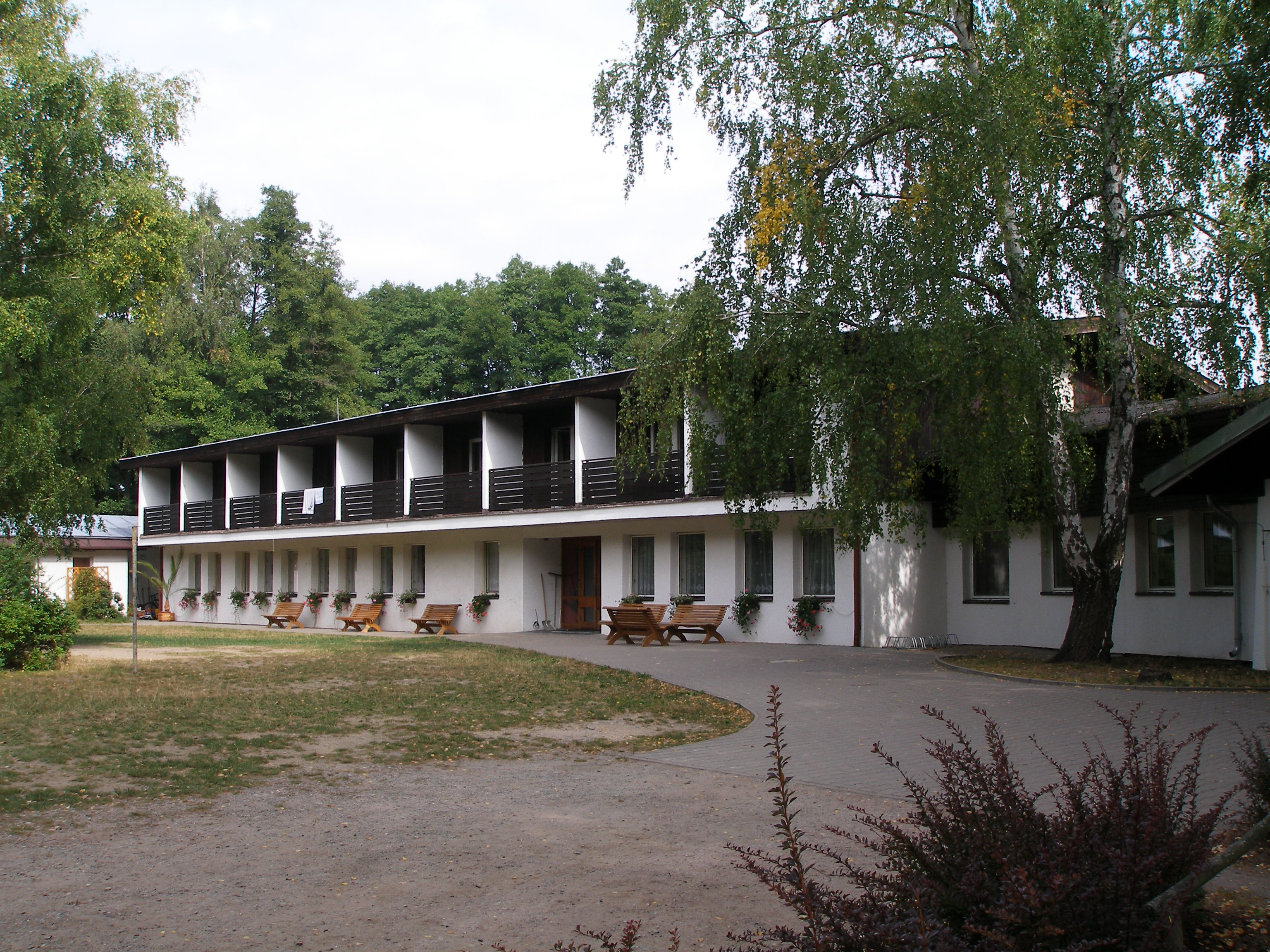
Hlavní budova
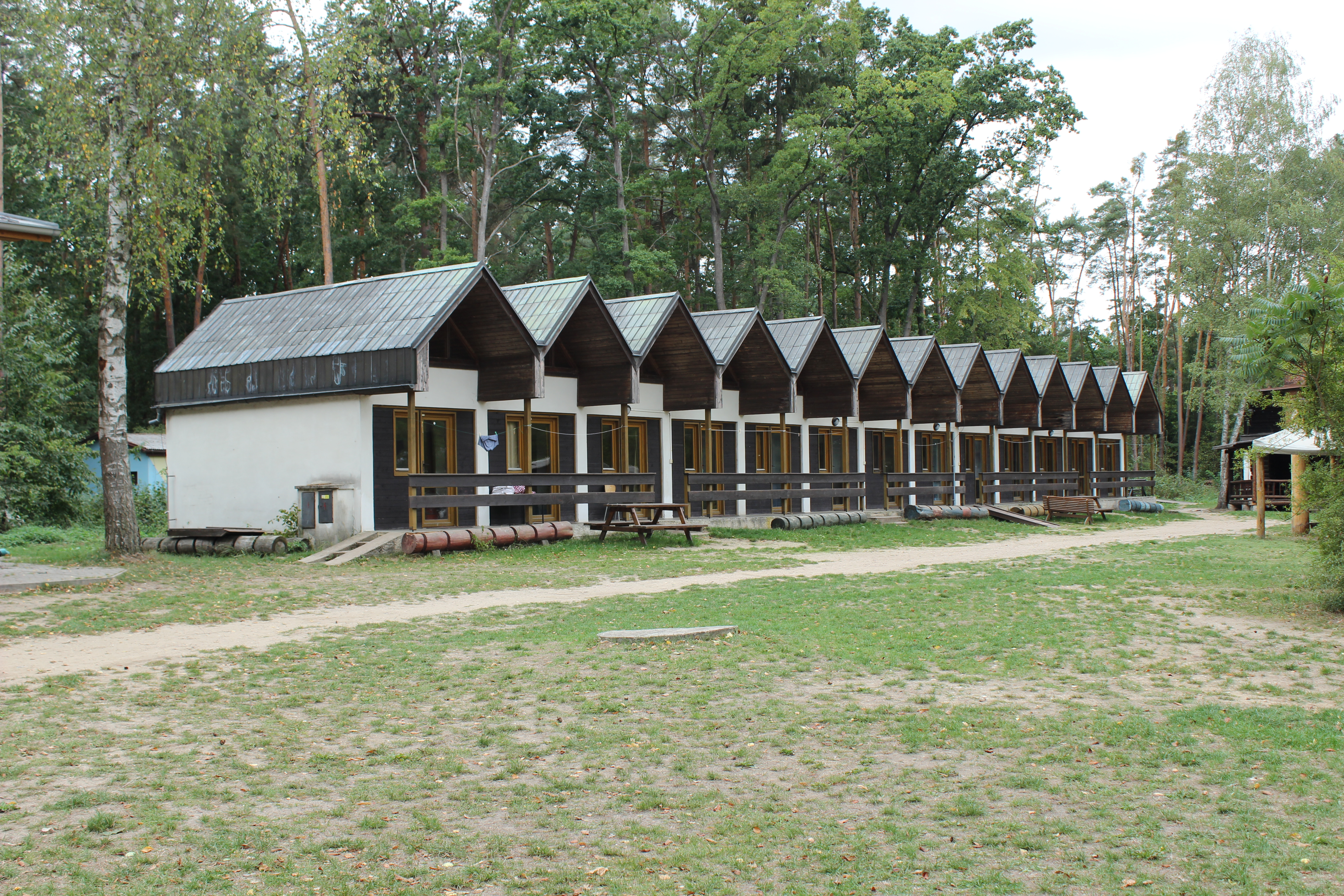
Souchatí
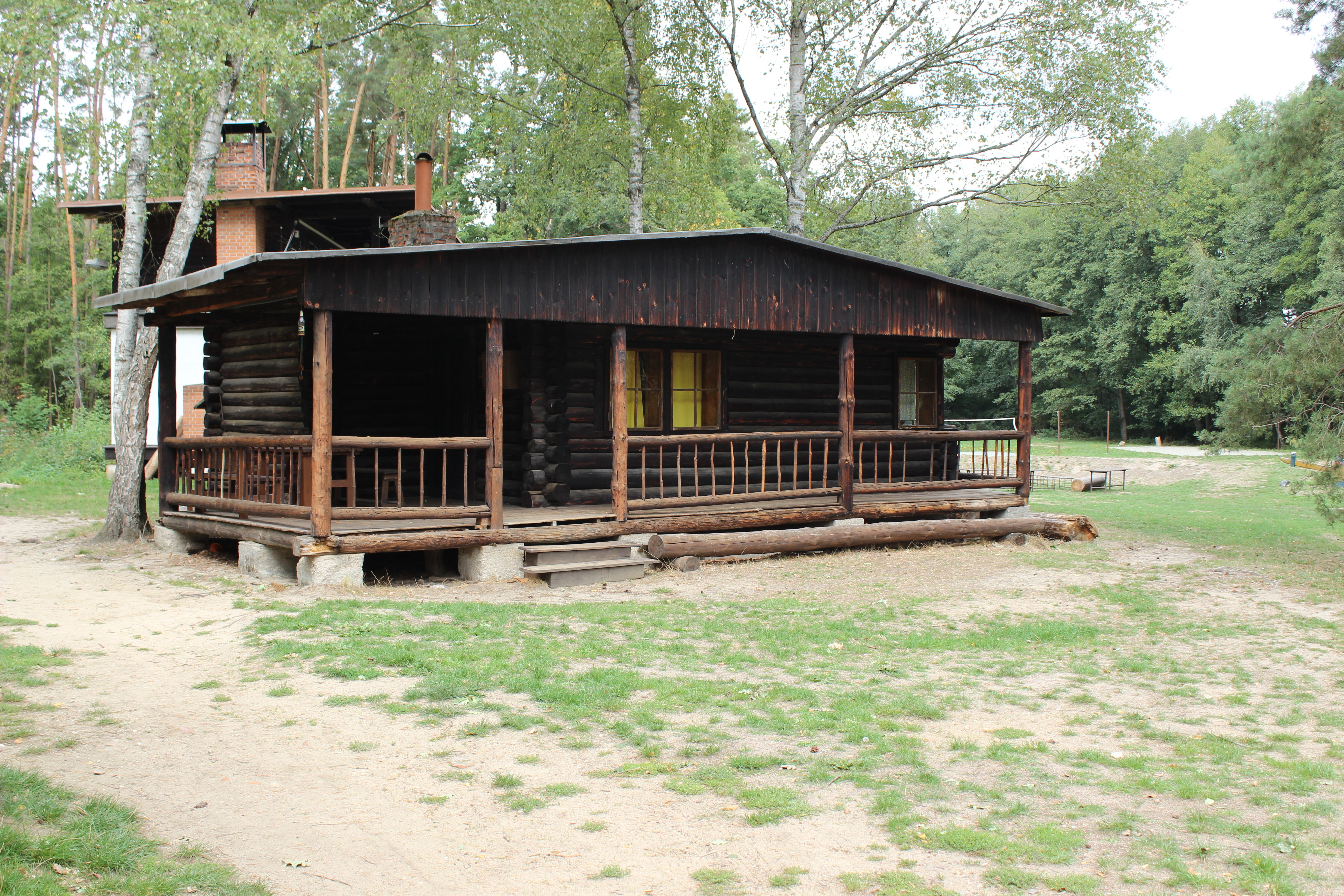
Srub Novotných
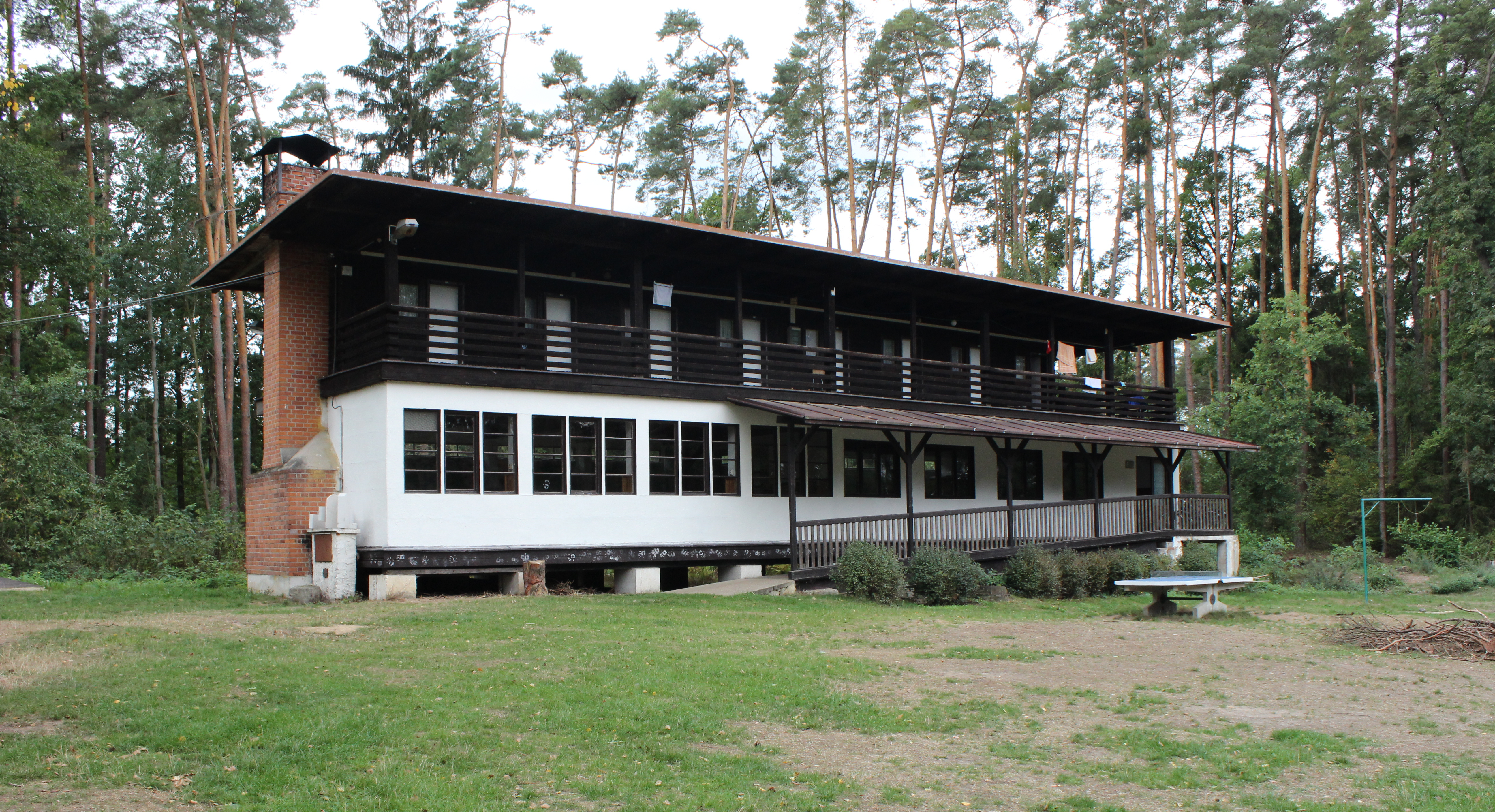
Sedmík
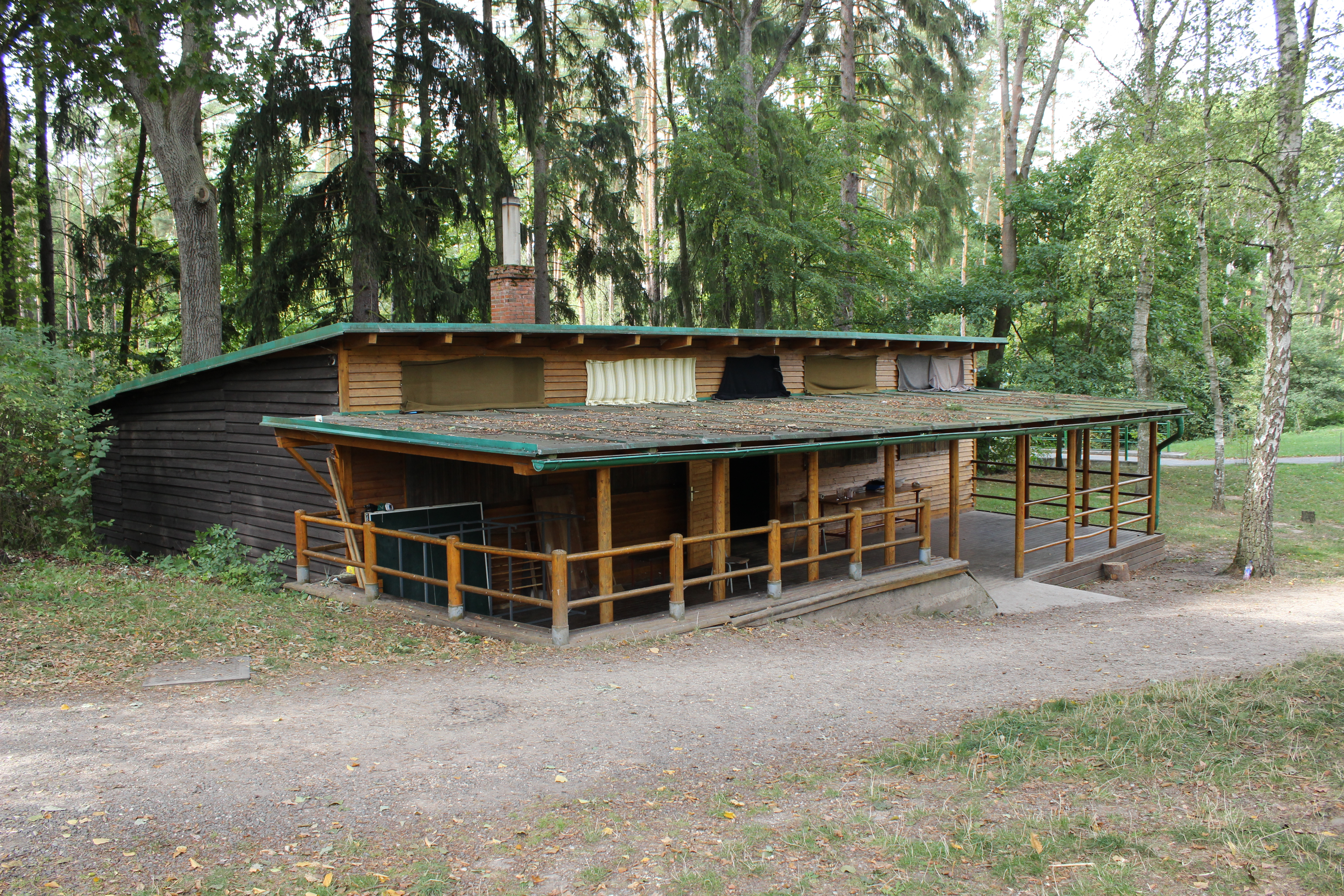
Pellarka
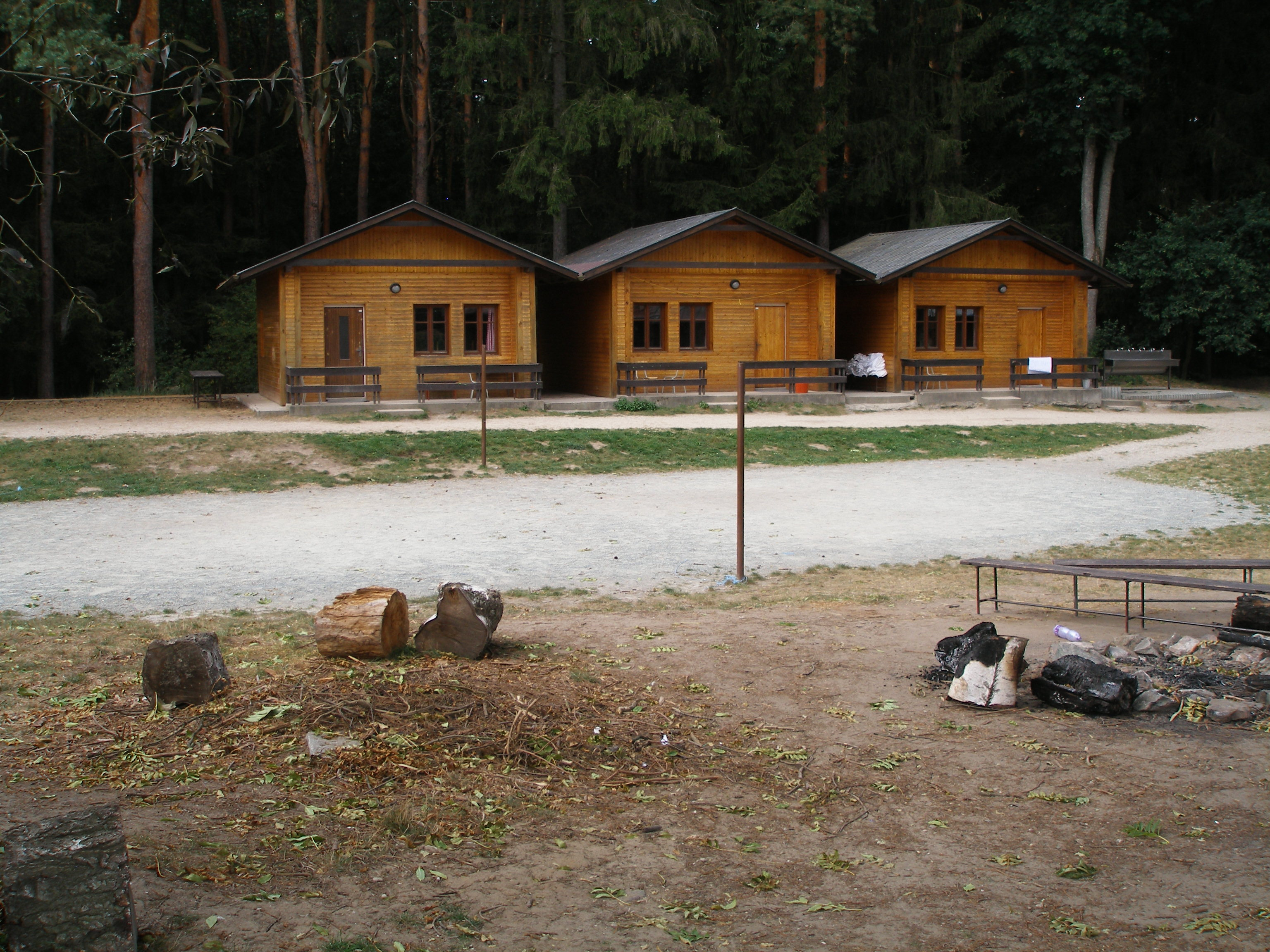
Malý tábor